# طباعة خشبية

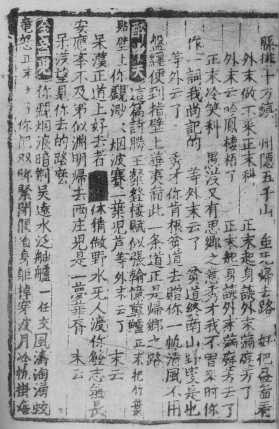
مطبوعة خشبية ترجع لأسرة يوان

الطباعة الخشبية هي تقنية لطباعة الصور والنصوص مستخدمة على نطاق واسع في جميع أنحاء شرق آسيا. نشأت هذه التقنية في الصين في العصور القديمة كوسيلة من وسائل الطباعة على المنسوجات ثم على الورق في وقت لاحق.

## الطباعة بالقوالب الخشبية
الطباعة بالقوالب الخشبية، صورة أو تصميم يتم صنعه طبقًا لقالب خشبيّ، ويُعرف هذا القالب الخشبي أيضًا باسم الروسم الخشبي. منذ القرن الخامس عشر الميلادي، أنتج الفنانون رواسم خشبية، تعد من اللمسات الجميلة في صناعة الطباعة.
ويشكل الفنانون معظم رواسمهم الخشبية من كتل خشب الصنوبر. ويقوم الفنانون بقطع وإزالة أجزاء من السطح باستخدام الأزاميل العادية والمقعَّرة والسكاكين. فتبدو الأجزاء التي تم قطع أخشابها بيضاء في الطباعة النهائية. أما الأجزاء الباقية غير المقطوعة، فإن الفنان يقوم بتغطيتها بالحبر ويضع ورقةً بيضاء على القالب، ثم يضغط على الورقة بأية أداة غير حادة. ويسفر هذا الفرك أو الحك عن نقل الصورة المحبرة إلى الورقة. وحتى يتسنى إنتاج الصور الملونة، يستخدم الفنان حبرًا ملونًا ـ في العادة ـ وعددًا من القوالب المنفصلة بتخصيص قالب لكل لون. ويكون على كلِّ قالب من هذه القوالب جزء من الصورة. ولابد أن يتأكد الفنان من تناسق الصورة في كل القوالب بحيث تبدو في تكامل صحيح في الطبع النهائي.

## أوروبا القرن 15
استخدمت الرواسم الخشبية لأول مرة في أوروبا، في العصور الوسطى، لطبع نماذج على المنسوجات. ومع بداية القرن الخامس عشر الميلادي، شكَّل الفنانون رواسم خشبيةً لرسم موضوعات دينية متميزة، ولتزيين الكُتب وتزويدها بالصور، ولصنع أوراق اللعب. وبنهاية القرن الخامس عشر وبداية القرن السادس عشر ابتدع الفنان الألماني ألبرخت دورر رواسم خشبية فتحت آفاقًا جديدة من التعبير والمهارة الفنية. وللتعرف على نماذج من الرواسم الخشبية في بدايتها. انظر: رقعة الكتاب؛ لعبة الورق؛ سويسرا.
خلال القرنين الثامن عشر والتاسع عشر، ابتدع الفنانون اليابانيون الكثير من الرواسم الخشبية المتميزة. وقد أثرت مطبوعاتهم في الفنانين الأوروبيين تأثيرًا كبيرًا، ومنهم إدگار ديگا، وإدوارد مانيه، وهنري دو تولوزـ لوتريك وڤنسنت ڤان گوخ. وقد أعجب الأوروبيون بالمنتجات اليابانية لما تميزت به من جرأة وأشكال مسطحة بارعة التلوين، وخطوطٍ دقيقة انسيابية، وتكوين رفيع. انظر: المطبوعات اليابانية؛ المسرحية؛ هوكوساي؛ شراكو.
وفي القرن العشرين، ابتدع الفنانون التعبيريون الكثير من المنحوتات الخشبية. ومن هؤلاء الفنانين الألماني إرنست لودڤيگ كيرشنر، والنرويجي إدڤارد مونش.

## الطباعة بالقوالب الخشبية اليدوية
استخدام أسلوب زخرفة الأقمشة بالقوالب البارزة اليدوية هي البداية الأولى لعملية الطباعة وتتلخص في نقل الزخارف أو الوحدات أو التصميمات إلى أسطح الأقمشة بحيث تأخذ أوضاعا محددة عن طريق عجائن لنقل اللون في الأماكن المحددة له بحيث يبقى محصورا في المواضع المطلوبة ولا يتعداها إلى غيرها وهي من الطرق مستمرة التطور.

## إعداد الزخارف والوحدات (التصميم)
يغطى سطح القالب المشمع بواسطة طبقة من الدهان الأبيض أو لون مخفف للعمل على سهولة نقل الزخارف المطلوب تنفيذها بوضوح.
يشف الرسم المطلوب إخراجه على ورق شفاف بواسطة قلم الرصاص (B4) ولا ننسى تحديد الحدود الخارجية للتكرار حتى يتم نقله بوضعه صحيح فوق القالب.
ثم يعكس الشفاف (أي يشف على القالب في وضع مقلوب) فوق قالب الشمع وتنقل حدود التكرار الطباعي بالقلم الجاف فنشاهد حدود التصميم عكسيا على القالب عن الرسم الأصلي (عدم عكس نقل التصميم على القالب فان التصميم المطبوع يكون عكس ما هو مطلوب إخراجه) ويمكن التغاضي عن عكس التصميم في حالة تصميمات اللون الواحد ولكن عندما يكون التصميم بأكثر من لون يلزمنا لتنفيذه أكثر من قالب
بعد نقل الزخارف والوحدات التصميم على سطح المشمع كخطوط تحدد مساحات الزخارف يتم تلوين التصميم فوق القالب بواسطة لون اسود وترك الأماكن التي يتم حفرها وإزالتها بلون المشمع المستخدم حتى نتجنب أخطاء حفر أماكن لا نريد حفرها (وهذه الأخطاء لا يمكن تداركها بعد حفرها).
إعداد الزخارف والوحدات (التصميم)

## الأختام والطوابع
استخدمت الأختام والطوابع للطباعة قبل اختراع الطباعة الخشبية. أتت أقدم هذه الأختام من بلاد ما بين النهرين ومصر. يعود استخدام أختام الأسطوانة المستديرة لحفر الاشكال على ألواح الفخار إلى حضارة بلاد ما بين النهرين قبل عام 3000 قبل الميلاد، حيث تعد هذه الأعمال الفنية الأكثر شيوعًا للبقاء حتى الآن، وتتميز بأشكال معقدة وجميلة. توجد بضعة طوابع من الطوب (مثل 13 × 13 سم) لتشكيل علامات على الفخار لا زالت موجودة منذ نحو 2270 قبل الميلاد. توجد أيضًا نقوش على أنابيب الرصاص الرومانية، وقد تكون اللوحة إم إس 5236 عبارة عن ورقة رقائق ذهبية فريدة من نوعها ختمت بنقش في القرن السادس قبل الميلاد. لكن لم تستخدم هذه اللوحات الحبر والذي يعتبر أمر ضروري للطباعة، إنما فقط حفر أشكال في مواد لينة نسبيا. سبق استخدام الطوابع الصغيرة للأختام في كل من الصين ومصر استخدام الطوابع الكبيرة. سبقت طباعة القماش في أوروبا والهند طباعة الورق أو ورق البردي، وربما كان هذا هو الحال أيضا في الصين. غالبًا ما كانت مطبوعات العروض التقديمية في أوروبا تُطبع على الحرير حتى القرن السابع عشر.

## التاريخ

### أصول الطباعة الخشبية في آسيا
أتت أقدم قطع الطباعة الخشبية الباقية من الصين وتكونت من الحرير ورسم عليها أزهار بثلاثة ألوان من عهد أسرة هان (قبل عام 220 م). من الواضح أن طباعة القوالب الخشبية قد تطورت في آسيا قبل عدة قرون من أوروبا. كان الصينيون أول من استخدم هذه العملية لطباعة النصوص، وكذلك في أوروبا في وقت لاحق، تطورت طباعة الصور من القماش إلى الورق (النقوش الخشبية). أثبت الآن أيضًا أن استخدام نفس العملية في أوروبا لطباعة نصوص كبيرة مع صور قد أتى بعد نحو 400 عام من اختراع الطباعة بالنقل بواسطة باي شينغ (990–1051) خلال فترة حكم أسرة سونغ الشمالية في الصين.
وجد في الصين بديل للطباعة الخشبية وهو نظام نسخ يعود لزمن أسرة هان استخدم لوحات حجرية منحوتة لطباعة صفحات نصية. المكونات الثلاثة الضرورية للطباعة الخشبية هي الكتل الخشبية التي يحفر فيها التصميم، والصبغ الذي كان استخدم على نطاق واسع في العالم القديم، وقطع القماش أو الورق التي أنتجت لأول مرة في الصين في القرن الثالث قبل الميلاد أو القرن الثاني قبل الميلاد. يبدو أنه لم تنتج الطباعة الخشبية على ورق البردي على الرغم من أن ذلك كان ممكنًا.
استخرجت بعض عينات الطباعة الخشبية التي تعود للقرن العاشر من مصر. وكانت تستخدم في الغالب لكتابة الصلوات والتمائم. يمكن أن تكون هذه التقنية قد انتشرت من الصين أو كانت اختراع مستقل، ولكن كان لها انتشار ضئيل جدا واختفت فعليًا في نهاية القرن الرابع عشر. استخدمت هذه التقنية في الهند بشكل رئيسي لطباعة المنسوجات، إذ كانت صناعة كبيرة منذ القرن العاشر على الأقل. صُدرت كميات كبيرة من الحرير والقطن الهندي المطبوع إلى أوروبا طوال التاريخ الحديث.
ونظرًا لأن اللغة الصينية تمتلك آلاف الأحرف فإن الطباعة الخشبية تناسبها أكثر من الطباعة بالنقل. وعلى الرغم من أن الصينيين اخترعوا نوعًا من الطباعة بالنقل بواسطة الفخار في القرن الحادي عشر واختراع الطباعة بالنقل بواسطة المعدن في كوريا في القرن الثالث عشر فقد استمر تفضيل الطباعة الخشبية بسبب التحديات الهائلة المتمثلة في تنضيد النص الصيني لوجود 40000 حرف أو أكثر. أيضًا قد يكون هدف الطباعة في الشرق هو توحيد نص الطقوس الدينية (مثل النص الشرعي البوذي تريبيتاكا، الذي تطلب 80000 مكعب خشبي لطباعته)، وتمكنوا من الحفاظ على القطع الخشبية المتفق عليها لعدة قرون. عندما تكون هناك حاجة لاستنساخ نص ما يمكن ببساطة نسخ الكتلة الأصلية مرة أخرى، في حين أن الطباعة بالنقل تشمل احتمال خطأ كبير مع كل طبعة جديدة.